# Miranda Garrison
Miranda Garrison (* 1950) ist eine US-amerikanische Tänzerin, Choreografin und Schauspielerin.

## Leben
Garrison war ab Ende der 1970er Jahre als Schauspielerin tätig. Bei den Dreharbeiten zum Film Xanadu lernte sie 1980 den Choreografen Kenny Ortega kennen, mit dem sie in der Folge wiederholt zusammenarbeitete.
Größere Bekanntheit erreichte sie durch ihre Beteiligung am Kultfilm Dirty Dancing, bei dessen Produktion sie erneut Ortega assistierte und außerdem im Film die Rolle der Vivian Pressman übernahm. Die Rolle erhielt sie, nachdem die Schauspielerin Lynn Lipton in der ersten Drehwoche erkrankte und durch Kelly Bishop ersetzt wurde, die ursprünglich für die Rolle der Vivian Pressman vorgesehen war.
2004 trat sie in der Fortsetzung Dirty Dancing 2 in einer anderen Rolle auf. Für die britische Fernsehsendung Dirty Dancing: The Time of Your Life fungierte sie 2007 als Jurymitglied.
Daneben fungierte sie in den 1990er und frühen 2000er Jahren für zahlreiche Film- und Fernsehproduktionen als Choreografin und trat sporadisch auch als Schauspielerin in Erscheinung.

## Filmografie (Auswahl)
Choreografie
- 1987: Dirty Dancing
- 1988: Sunset – Dämmerung in Hollywood (Sunset)
- 1988: Salsa
- 1988: Vibes – Die übersinnliche Jagd nach der glühenden Pyramide (Vibes)
- 1989: Ein himmlischer Liebhaber (Chances Are)
- 1989: Allein mit Onkel Buck (Uncle Buck)
- 1989: Hey-la, Hey-la, die Bouffants sind da (My Boyfriend's Back, Fernsehfilm)
- 1990: Lambada – Der verbotene Tanz (The Forbidden Dance)
- 1991: Das Leben stinkt (Life Stinks)
- 1991: Rocketeer (The Rocketeer)
- 1991: Die nackte Kanone 2½ (The Naked Gun 2½: The Smell of Fear)
- 1992: Sag’s offen, Shirlee (Straight Talk)
- 1992: Aus der Mitte entspringt ein Fluß (A River Runs Through It)
- 1993: Der Konzern (Barbarians at the Gate, Fernsehfilm)
- 1993: Blondinen küßt man nicht (Born Yesterday)
- 1993: Schwiegersohn Junior (Son in Law)
- 1994: Die nackte Kanone 33⅓ (Naked Gun 33⅓: The Final Insult)
- 1994: When a Man Loves a Woman – Eine fast perfekte Liebe (When a Man Loves a Woman)
- 1995: Manhattan Merengue!
- 1996: Nach eigenen Regeln (Mulholland Falls)
- 1996: Vier lieben dich (Multiplicity)
- 1996: Evita
- 1997: Selena – Ein amerikanischer Traum (Selena)
- 1997: Macarena (Looking for Lola)
- 1998: Ein Anzug für jede Gelegenheit (The Wonderful Ice Cream Suit)
- 1998: Die Sportskanonen (BASEketball)
- 1998: Winchell (Fernsehfilm)
- 1999: And the Beat Goes on – Die Sonny-und-Cher-Story (And the Beat Goes On: The Sonny and Cher Story, Fernsehfilm)
- 1999: Go
- 1999: Elmo im Grummelland (The Adventures of Elmo in Grouchland)
- 1999: Come On, Get Happy: Die Partridge Familie (Come On, Get Happy: The Partridge Family Story, Fernsehfilm)
- 2001: Life with Judy Garland: Me and My Shadows (Miniserie, 2 Episoden)
- 2001: 2nd Annual Latin Grammy Awards (Fernsehsendung)
- 2002: Pumpkin
- 2004: First Daughter – Date mit Hindernissen (First Daughter)
- 2005: Der verbotene Schlüssel (The Skeleton Key)
- 2006: Poseidon
- 2008: Moe

Schauspiel
- 1977: Breaker! Breaker! – Voll in Action (Breaker! Breaker!)
- 1980: Xanadu
- 1981: Einer mit Herz (One from the Heart)
- 1987: Dirty Dancing
- 1988: Sunset – Dämmerung in Hollywood (Sunset)
- 1988: Salsa
- 1989: Mack the Knife
- 1990: Lambada – Der verbotene Tanz (The Forbidden Dance)
- 1992: Der letzte Komödiant – Mr. Saturday Night (Mr. Saturday Night)
- 1997: Macarena (Looking for Lola)
- 1998: Ein Anzug für jede Gelegenheit (The Wonderful Ice Cream Suit)
- 2000: Die Bradys – Wie alles begann (Growing Up Brady, Fernsehfilm)
- 2004: Dirty Dancing 2 (Dirty Dancing: Havana Nights)